# Maskenball der Käfer
Maskenball der Käfer ist ein kooperatives Brettspiel für Kinder und Familien von Peter-Paul Joopen. Das Spiel erschien 2001 bei Selecta und wurde im darauffolgenden Jahr zum Kinderspiel des Jahres gekürt. 2015 ist eine Neuauflage bei Pegasus Spiele erschienen.

## Spielidee
Die Marienkäfer gehen zum Maskenball. Damit jeder Käfer richtig schön bunt leuchtet, tauschen sie ihre Punkte. Dazu muss einem die Farbe des anderen Käfers aber erst mal gefallen. Und das ist leider nicht immer der Fall, da kleine Magnete für so manche Überraschung sorgen.

## Ausstattung
- 1 Spielplan mit Drehpfeil
- 8 Marienkäfer mit Magneten
- 56 bunte Punkt-Stäbchen
- 7 Ameisen
- 1 gedeckter Tisch

## Spielziel
Die Farben der Marienkäfer so zu tauschen, dass kein Käfer mehr eine Farbe doppelt hat, bevor die Ameisen das Fest erreichen und alles auffressen.

## Spielablauf
- Der aktive Spieler dreht den Pfeil.
  - Zeigt der Pfeil auf ein Blütenblatt, so darf der Spieler diesen Marienkäfer einem anderen Marienkäfer gegenüber setzen,
    - Dreht sich nun einer der beiden Marienkäfer weg, so gefällt ihm die Farbe des anderen nicht und er möchte nicht tauschen. Also geht der Marienkäfer wieder zurück auf sein Blütenblatt im Außenkreis und der nächste Spieler ist an der Reihe.
    - Dreht sich keiner der beiden Käfer weg, so gefällt beiden die jeweils andere Farbe und es wird getauscht. Hat der Marienkäfer anschließend bereits fünf verschiedene Farben, dann ist er fertig, ansonsten fliegt er weiter zum nächsten Marienkäfer.

  - Zeigt der Pfeil zwischen zwei Blütenblätter, so macht sich eine Ameise auf den Weg in Richtung Festmahl.

## Auszeichnungen / Spielepreise
- Kinderspiel des Jahres 2002[1]
- Schweizer Spielepreis 2002: 1. Platz in der Kategorie „Kinderspiele“